# 李鎮源
李鎮源（英語：Chen-Yuan Lee，1915年12月4日—2001年11月1日），臺灣高雄橋頭人，藥理學家，以和蛇毒相關的研究知名。台灣中央研究院院士，國際毒素學會最高榮譽雷迪獎得主，曾任國立台灣大學醫學院院長、國際毒素學會會長。1990年代以後，開始走出研究室，踏進臺灣社會，不遺餘力地參加各項民主運動和台灣獨立運動，曾經領導成立「100行動聯盟」、「臺灣醫界聯盟基金會」，並擔任主張台灣獨立建國之建國黨的第一任黨主席。

## 早年事蹟
李鎮源於1915年在日治臺灣臺南廳楠梓坑支廳仕隆區橋仔頭庄（今高雄市橋頭區）出生，父親李海和母親莊絮都是臺南人。由於父親在其十歲的時候就因瘧疾而過世，而且，其八位兄弟姊妹當中，也有三人還沒滿十歲便因傳染病而去世，因此，「行醫救人、減少人世間痛苦」就成為年幼之李鎮源的志向。
李鎮源生長在臺南，學校的課業表現非常傑出。就讀臺南州立第二中學（今臺南一中）四年級時，即被保送進入台北高等學校理科乙類。高等學校畢業後，李鎮源又於1936年順利考進台北帝國大學醫學部，成為台北帝大第一屆的醫學生。
一進入醫學部，李鎮源就迷上了基礎醫學研究，並在第一年的暑假就發表了他的第一篇論文胎兒骨骼成長過程的研究，在台灣醫學雜誌上刊出。1940年從醫學院畢業以後，李鎮源放棄了熱門的臨床醫學，決定繼續留在學校裡，擔任杜聰明的助手以從事基礎醫學的研究。當時整個醫學部只有杜聰明一個人是台灣籍的教授，李鎮源認為：「為了替台灣爭氣、為了台灣人的尊嚴，本來有幾位日本教授要我去他們的研究室做助手，但我還是選擇跟杜先生。因為我認為杜先生是我們自己人，我們應該幫忙他。」

## 蛇毒研究生涯及成果

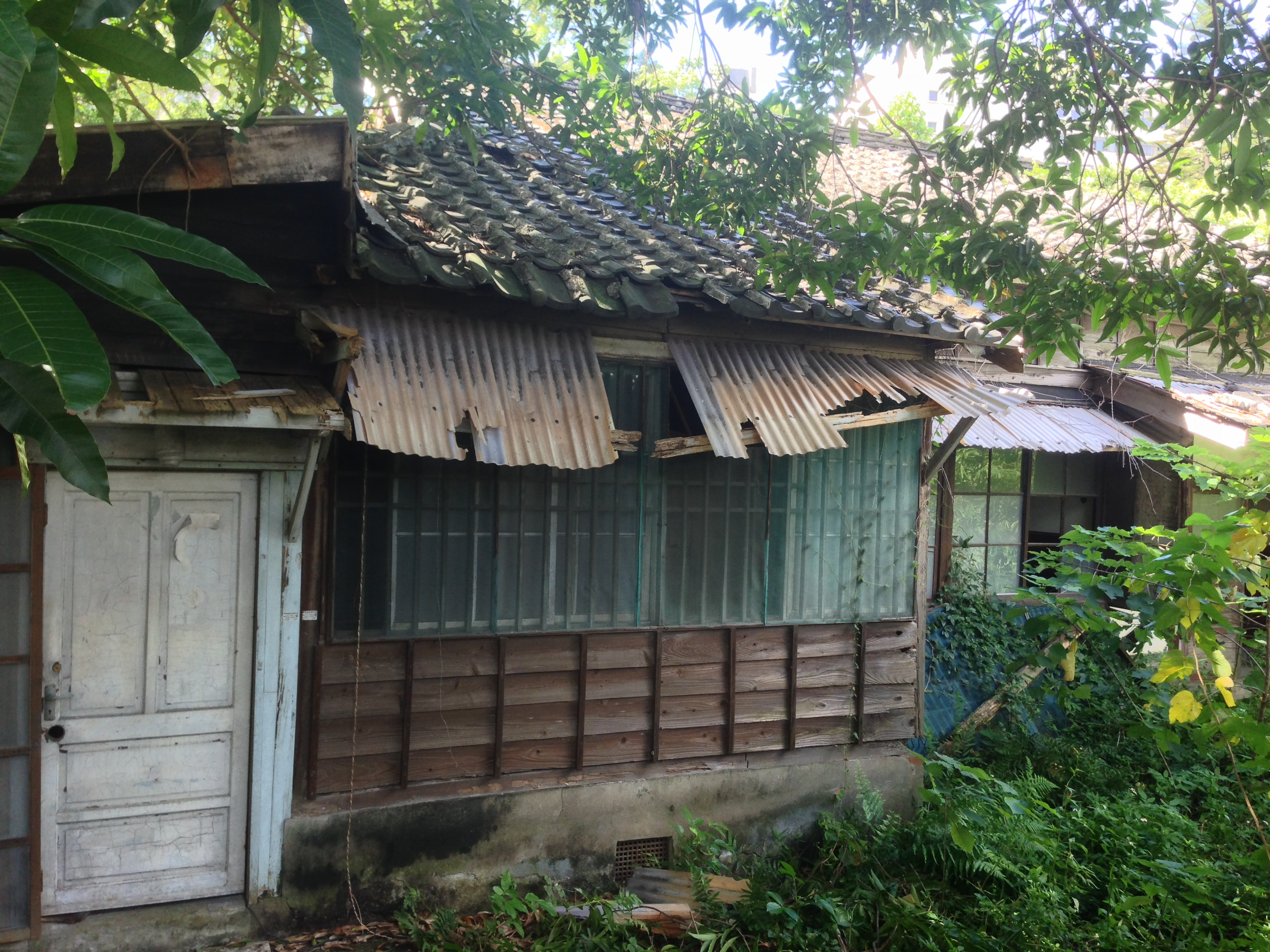
李鎮源故居

李鎮源追隨杜聰明從事藥理學研究的啟蒙時期，曾以「苦蔘子治療下痢」的藥理研究，而發現到苦蔘子中的糖苷類可以殺死阿米巴原蟲，因而揭開了幾千年來中藥苦蔘子治療痢疾的謎。1945年，李鎮源發表了鎖鏈蛇蛇毒的毒物學研究這篇論文，是世界醫學界第一篇解開鎖鏈蛇蛇毒致死原因的論文，由於這項優異的研究成果，使他獲得了台北帝大醫學博士的學位，也開啟了他往後將近半世紀與蛇毒研究為伍的歲月。
1952年，李鎮源獲得美援會的贊助，前往美國賓州大學醫學院深造，這是他第一次出國留學。李鎮源本來想學習血液循環的研究方法，但是因為期限太短，只有一年，他的指導老師史密特（Carl F. Schmidt）建議他改研究肺循環（pulmonary circulation）的相關機制。結束賓州大學的研究後，李鎮源轉往位在底特律的韦恩州立大学，到醫學院生理學科的西格斯（Walter H. Segeers）教授實驗室訪問兩個月，也發表了一篇小論文。
李鎮源回到台灣以後，由於他的啟蒙恩師杜聰明辭職離開台大，李因此開始真正全權擔負起台大藥理學研究室的領導工作。越戰期間，由於美軍在越南沼澤森林中經常會碰到毒蛇，美國陸軍研究發展部便特別委託李鎮源，專門針對溝牙科蛇毒進行研究。1963年，李鎮源和化學背景的張傳烱合作，首度分離出雨傘節蛇毒中致死的兩種神經毒素，而揭開了過去醫界無法理解的蛇毒神經毒素的作用機制，使神經生物學獲得重大突破。他們的發現可謂由過去的「未知其然」，躍進到「知其所以然」，因此，該研究成果引起了全世界藥理學界的震撼。
李鎮源歷年來發表的論文達百餘篇，不僅領導台灣藥理學研究，也是國際知名的蛇毒研究權威。1970年，他獲選為中央研究院生物組的院士。1972年起，他開始擔任台大醫學院的院長一職。1976年，他榮獲國際毒物學會頒發的最高榮譽雷迪獎。1979年，李鎮源應德國Springer出版社編輯委員會的邀請，主編一本多達一千多頁的《實驗藥理學－蛇毒》專書，奠定其在蛇毒研究的國際地位。11985年，他更被選為「國際毒素學會」會長，成為台灣學者出掌國際學術界領導地位的少數案例之一。
事實上，台灣的蛇毒研究是享譽國際的基礎科學研究，而將台灣「蛇毒研究」推到世界舞台的，正是李鎮源。諾貝爾獎得主李遠哲在《台灣蛇毒傳奇》這本書的序中這樣寫道：「他曾經問過生命科學家古德斯坦：『在台灣生命科學裡，有哪一位的研究是被世界公認的？』古德斯坦毫不猶豫地回答：『李鎮源是被國際公認的』」。

## 退休生涯
李鎮源在1986年從台大醫學院退休，並立刻被任命為醫學院的名譽教授。1990年3月，台灣爆發野百合學運，上萬名的學生以「解散國民大會、廢除臨時條款、召開國是會議、擬定政經改革表」四大訴求，在中正紀念堂絕食、靜坐抗議；將近八十高齡的李鎮源首次走出研究室，陪著學生靜坐，並為學生打氣。
1991年，李鎮源又與十多位醫學院同仁到土城看守所探視被以中華民國刑法「預備叛亂罪」拘禁的李應元和郭倍宏。這兩位都是台灣大學的畢業生，也是台獨聯盟的重要幹部。之後，李鎮源深感「懲治叛亂條例」與「中華民國刑法第一百條」一直是中國國民黨打壓政治異己的統治工具，也嚴重阻礙臺灣的民主發展與憲政運作。因此，他於1991年9月領導成立「100行動聯盟」，主張廢除中華民國刑法第100條。他以中研院院士的身分走入靜坐人群，在鎮暴警察的驅趕和包圍中，帶領100行動聯盟達成廢除對人權缺乏保障的「預備陰謀內亂罪」條文。
1996年10月，主張台灣獨立建國的建國黨成立，「我想以有生之年貢獻給台灣這片土地，希望眼睛尚未闔上之前能夠見到台灣獨立建國成功，這是我的夢！」當時已年屆81高齡的李鎮源，抱持著這樣的想法，接下了該黨第一任主席的重擔。
2000年4月7日，李鎮源等建國黨創黨元老23人召開記者會，以建國黨的階段性任務完成為由，宣布集體退出建國黨。李鎮源說，獨派支持的陳水扁與呂秀蓮在2000年中華民國總統選舉當選正副總統，建國黨已完成階段性任務，他們無必要留在建國黨內，以免受「台灣人分裂不能作夥」之譏；今後他將與包括陳水扁政府在內之朝野各界為台灣前途團結一致，抗拒中國併吞，保衛台灣主權；過去他就沒加入民主進步黨，未來他也沒想過要加入民進黨；如果陳水扁要他出任總統府資政或國策顧問，為了國家的將來，他會接受。建國黨決策委員劉明松與一群建國黨支持者前往記者會會場抗議，劉明松等人怒批李鎮源等23人「創黨也是你們，退黨也是你們」、「為何全台串聯十幾天只串聯這些人」，建國黨第一任秘書長李勝雄堅持只有記者才能發問，雙方僵持不下，記者會草草結束。
2001年5月26日，李鎮源因罹患骨髓增生不良症候群及氣喘等疾病住進台大醫院。隔日，李鎮源獲賴和文教基金會頒發賴和獎特別獎，當時已因病住進台大醫院的他仍堅持坐著輪椅親自受獎，並用顫抖的聲音一再叮嚀台灣所有的醫師要重視醫德，並呼籲學界要讓台灣文化重生。該年11月1日，罹患急性白血病的李鎮源因氣喘併發肺炎，於台大醫院過世。

## 榮譽與經歷
- 1963：擔任國家長期發展科學委員會「國立研究講座教授」
- 1970：獲選為中央研究院院士（生物組）
- 1972-78：擔任國立台灣大學醫學院院長
- 1976：榮獲國際毒素學會最高榮譽的雷迪獎（英语：Redi Award）
- 1977：榮獲美國藥理學會榮譽會員
- 1985-88：擔任國際毒素學會會長
- 1986：榮獲行政院年度「傑出科技人才獎」
- 1987：榮獲台美基金會第五屆「科技工程獎」
- 1991：領導成立「100行動聯盟」
- 1992：領導成立臺灣醫界聯盟
- 1992：關懷台灣基金會年度受獎人
- 1993：榮獲全美台灣人權協會「台灣人權獎」
- 1996：擔任建國黨首任黨主席
- 2001：榮獲賴和獎特別獎

## 外部連結
- 符文美：李鎮源教授：一位堅持理念之學者 從醫學研究到社會改革
- 財團法人李鎮源教授學術基金會 （页面存档备份，存于）
- 李鎮源 逝世院士一覽表 中央研究院 （页面存档备份，存于）
- 李鎮源故居——文化部文化資產局 （页面存档备份，存于）